# Labra
 Labra (Georgisch: ლაბრა; Abchazisch: Лабра; Russisch: Лабра) is een dorp in de Georgische autonome en feitelijk afgescheiden republiek Abchazië, in het district Otsjamtsjire. Het ligt 14 kilometer ten noorden van het districtscentrum Otsjamtsjire.

## Geschiedenis
Labra werd in 1890 gesticht door Armeniërs die uit de Turkse provincie Ordu naar Abchazië verhuisden. In de laatste decennia van de 19e eeuw was er een trek gaande van Armeniërs naar Abchazië, na een Russisch-Turkse overeenkomst over bevolkingsuitwisseling. Door deze regeling konden moslims van Rusland naar Ottomaans Turkijke verhuizen en konden christelijke onderdanen van Turkije, met name Armeniërs en Grieken, naar Rusland komen. Op deze wijze kwamen veel Armeniërs naar de Kaukasische Zwarte Zeekust.

### Burgeroorlog 1993
Tijdens de Georgisch-Abchazische burgeroorlog werd Labra op 2 maart 1993 ingenomen door Abchazische strijders. Het dorp werd het strijdtoneel van gevechten tussen enerzijds Abchazische en Tsjetsjeense milities en anderzijds Georgische strijdkrachten die het trachten te heroveren, waarbij de Armeniërs de Abchaziërs steunden. Een beleg van bijna een maand volgde, waarna de Georgiërs de strijd op moesten geven.
Op 2 juli 1993 landden 600 Abchazische troepen met behulp van een Russisch schip op het strand bij Tamisj en volgde een grootschalige aanval op Georgische stellingen bij Tamisj en het nabijgelegen Labra. Er volgde ook een aanval vanuit het noorden en na dagen van gevechten waren ongeveer 300 Georgische soldaten gedood, tot de slag bij Soechoemi de zwaarste nederlaag.

## Demografie
Labra had volgens de Abchazische volkstelling van 2011 566 inwoners. Hiervan was waren 510 (90,1%) van Armeense afkomst. Bij de laatste Sovjet-census van 1989 had het dorp nog bijna vier keer zoveel inwoners. 
| Aantal                                                                                                   | 854   | 1955 | 566   |  |  |  |  |  |  |  |  |  |  |  |
| |       |      |       |  |  |  |  |  |  |  |  |  |  |  |
| Abchaziërs                                                                                               | 0%    | 0%   | 4,2%  |  |  |  |  |  |  |  |  |  |  |  |
| Armeniërs                                                                                                | 92,9% | 100% | 90,2% |  |  |  |  |  |  |  |  |  |  |  |
| Georgiërs                                                                                                | 1,1%  | 0%   | 5,1%  |  |  |  |  |  |  |  |  |  |  |  |
| Verantwoording data: 1926-2011. Noot: De Abchazische cijfers vanaf 1994 worden niet erkend door Georgië. |       |      |       |  |  |  |  |  |  |  |  |  |  |  |

## Vervoer
Labra ligt twee kilometer van de Georgische S1 / E97, de belangrijkste hoofdroute door Abchazië.